# Tuhár
Tuhár je obec v okrese Lučenec v Banskobystrickém kraji na Slovensku. Leží ve východní části Krupinské planiny v údolí Tuhárskeho potoka. Nejbližší města jsou Lučenec vzdálen 19 km jihovýchodně a Detva 23 km severně. Žije zde 339 obyvatel.
První písemná zmínka o obci pochází z roku 1573. V obci se nachází jednolodní barokně-klasicistní římskokatolický kostel svatého Karla Boromejského z let 1836-1841.